# Lynn Styles
Pour les articles homonymes, voir Styles (homonymie).
Lynn Styles est un mannequin[réf. nécessaire] et une actrice irlandaise, née le 29 décembre 1988 à Dublin. 

## Biographie
Lynn Styles est notamment connue pour avoir incarné Hannah O'Flaherty aux côtés de l'acteur australien Zachary Garred dans la série Correspondant express (Foreign Exchange) en 2004.

## Filmographie
- 2002 : No Tears (mini série) : Paula Forgathy
- 2004 : Correspondant express (Foreign Exchange) (série TV) : Hannah O'Flaherty (rôle principal)
- 2005 : Fair City (série) : Emma Nicholson
- 2009 : Son Altesse Alex (série) : Alisha Rogers